# Pirocúmulo

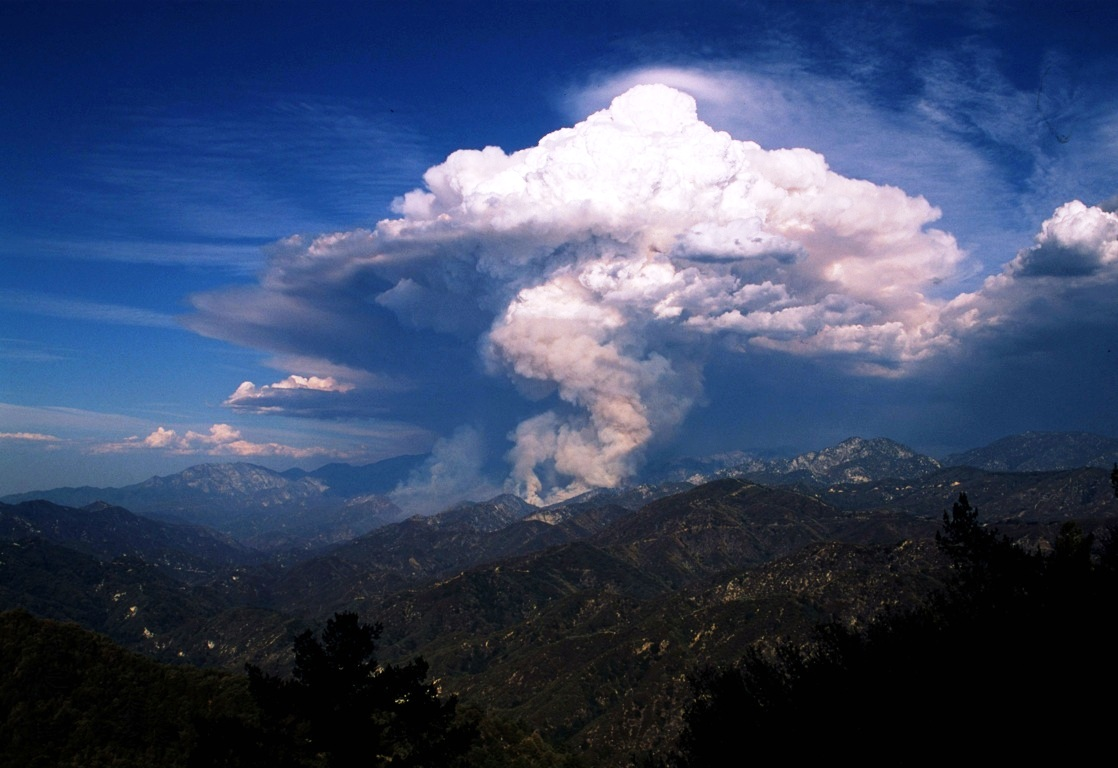
Olhando para o leste em direção da nuvem Pirocumulus em Azusa Canyon de Mount Wilson Red Box Road, Califórnia

Pirocúmulo ou nuvem de fogo, é uma nuvem densa cumuliforme associada com o fogo ou atividade vulcânica.
Um pyrocumulus é semelhante em alguns aspectos a um incêndio, e os dois fenómenos podem ocorrer em conjunto uns com os outros. No entanto, pode ocorrer um sem o outro.[carece de fontes?]

## Formação

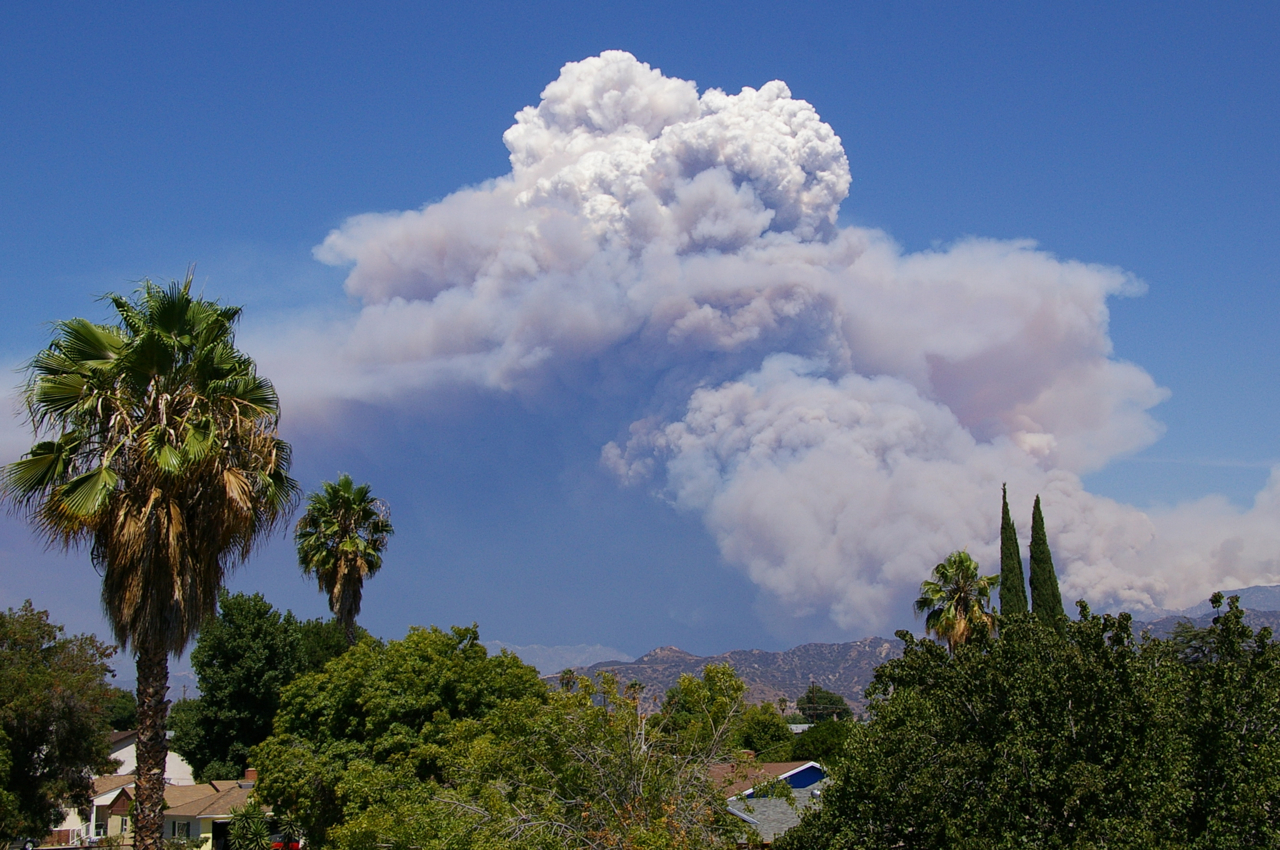
Uma nuvem pirocumulus no sul da Califórnia (agosto de 2009)

Um pirocúmulo é produzido pelo intenso aquecimento do ar a partir da superfície. O calor intenso induz convecção, o que faz com que a massa de ar ao subir para um ponto de estabilidade, normalmente na presença de umidade. Fenômenos como erupções vulcânicas, incêndios florestais, e, ocasionalmente, as atividades industriais, podem induzir a formação da nuvem. A detonação de uma arma nuclear na atmosfera também vai produzir uma pyrocumulus, sob a forma de um cogumelo, que é feita pelo mesmo mecanismo. A presença de um fluxo de jacto de nível baixo pode aumentar a sua formação. A condensação de umidade do ambiente (umidade já presente na atmosfera), bem como a umidade evaporada da vegetação queimada ou desgaseificação vulcânica, ocorre prontamente em partículas de cinza.

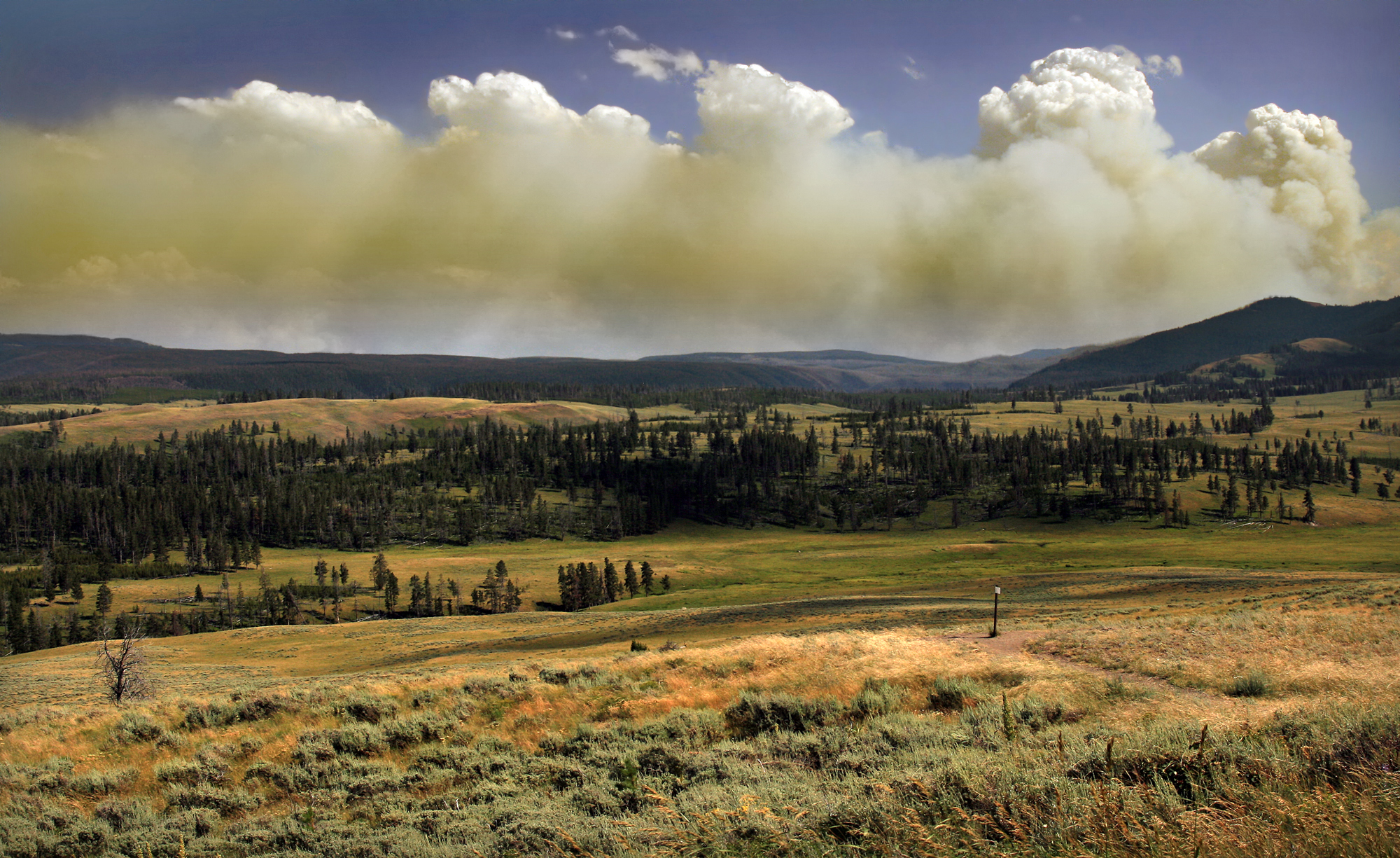
Incêndio violento no parque nacional de Yellowstone produz nuvens pirocumulus.

Pyrocumulus contêm turbulência severa, que manifesta como fortes rajadas na superfície, o que pode agravar uma grande conflagração. Uma pyrocumulus grande, particularmente aquela associada com uma erupção vulcânica, também pode produzir raios. Este é um processo ainda não totalmente compreendido, mas provavelmente é, de algum modo, associado com a separação da carga induzida pela turbulência severa, e talvez, pela natureza das partículas de cinzas na nuvem. Um pyrocumulus grande pode conter temperaturas bem abaixo de zero, e as propriedades eletrostáticas de qualquer gelo que se forma pode também desempenhar um papel. O pirocúmulo que produz raio é realmente um tipo de cúmulo-nimbo, uma nuvem de tempestade, e é chamado pirocumulonimbus. A Organização Meteorológica Mundial não reconhece pirocúmulo ou pirocumulonimbus como tipos de nuvens distintas, mas sim os classifica, respectivamente, como cúmulo (mediocris ou Congestus) e cumulonimbus.

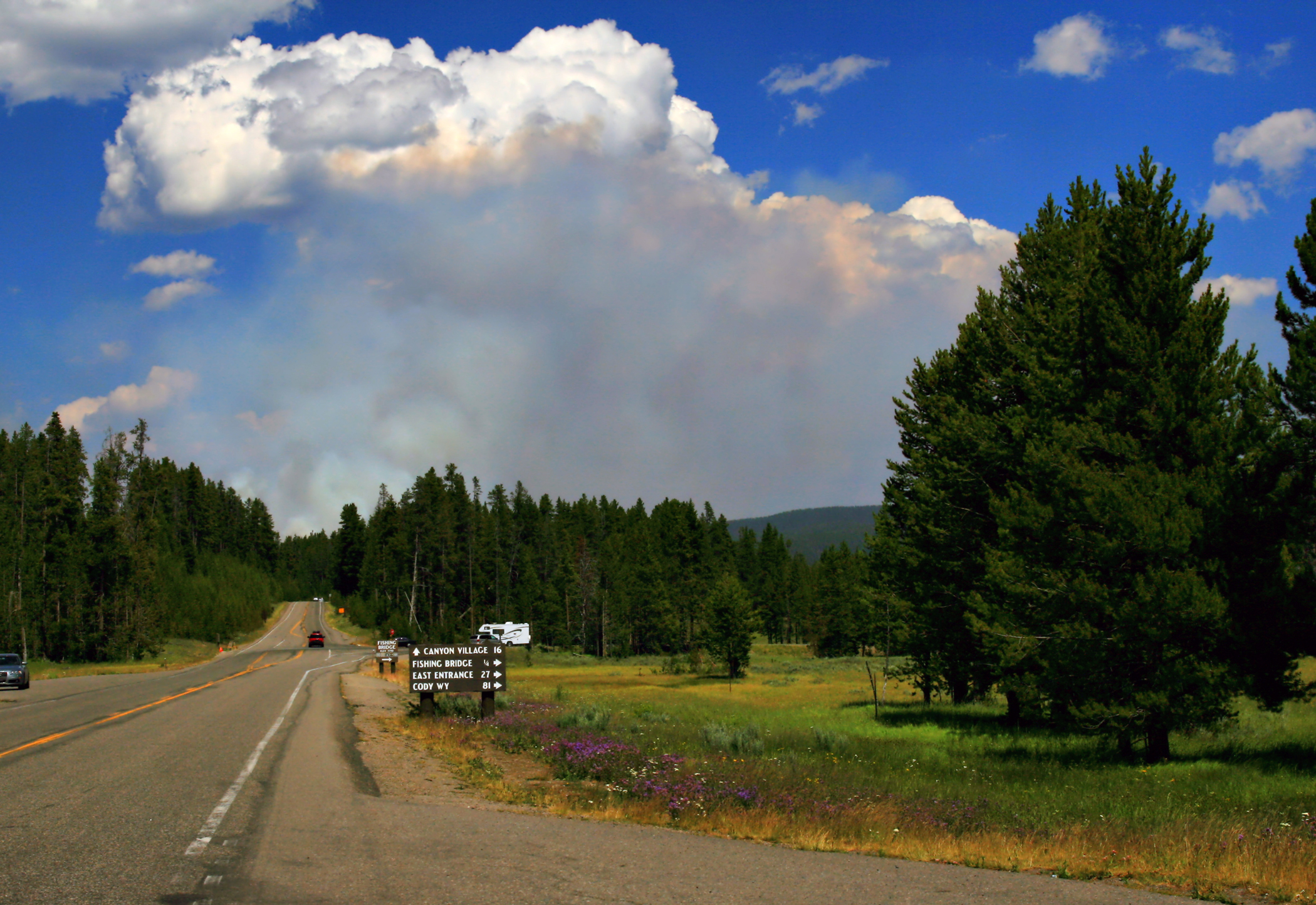
Incêndio violento no parque nacional de Yellowstone produz uma nuvem pirocumulus

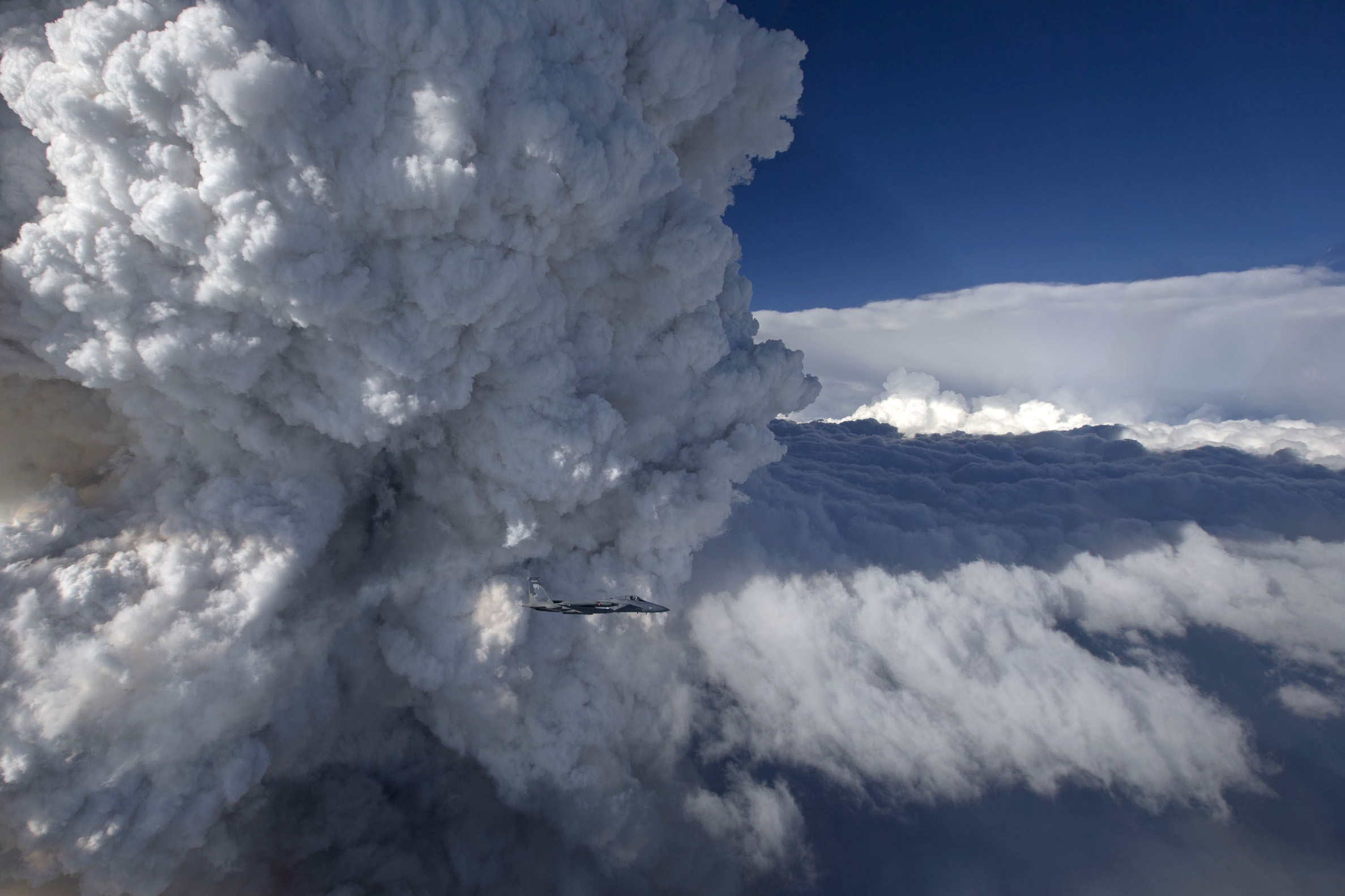
Nuvem pirocumulus, acima do fogo de Oregon Gulch em Oregon e Califórnia, 2014. Aircraft é uma águia F-15C.

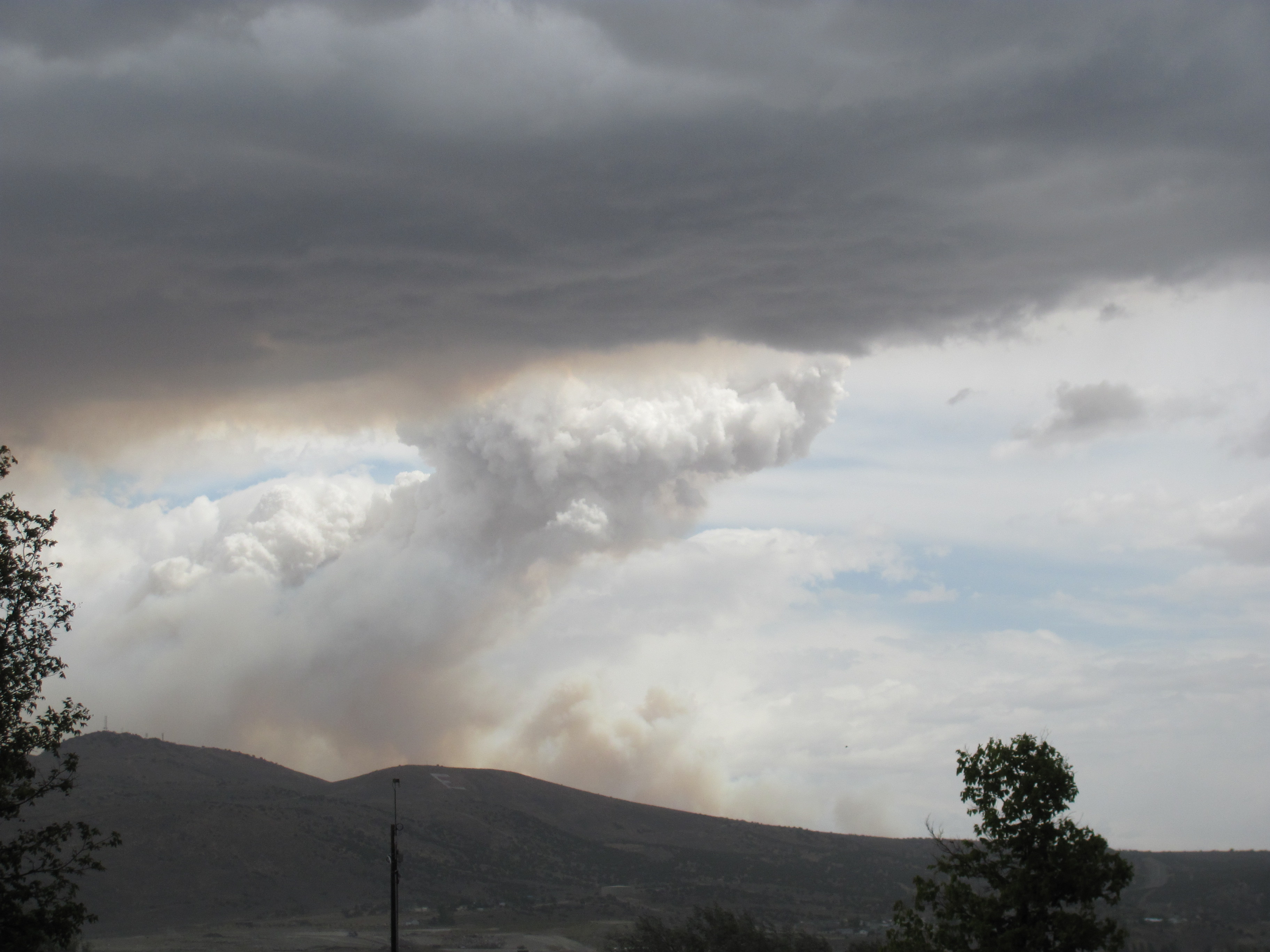
Nuvem pirocumulus, em Nevada.

## Efeitos sobre incêndios
Um pirocúmulo pode ajudar ou atrapalhar um incêndio. Às vezes, a umidade do ar condensa na nuvem e, em seguida, cai como chuva, muitas vezes extingue o fogo. Houve numerosos exemplos onde uma grande tempestade de fogo foi extinto pela pyrocumulus que ele criou. No entanto, se o fogo é grande o suficiente, então a nuvem pode continuar a crescer e tornar-se um tipo de nuvem cumulonimbus conhecido como um pirocumulonimbus nuvem, que pode produzir raios e começar outro incêndio.